# ایوان آتال
ایوان آتال (فرانسوی: Yvan Attal‎؛ زادهٔ ۴ ژانویهٔ ۱۹۶۵) یک هنرپیشه، کارگردان، و فیلم‌نامه‌نویس اهل فرانسه است. وی از سال ۱۹۸۹ میلادی تاکنون مشغول فعالیت بوده‌است.
از فیلم‌ها یا برنامه‌های تلویزیونی که وی در آن نقش داشته است می‌توان به مونیخ، مترجم، ساعت شلوغی ۳، خوشبختی تا ابد، آنتونی زیمر و مار اشاره کرد. و از ۱۹۹۱ شریک زندگی شارلوت گنزبور است و سه فرزند از او دارد.